# あのねのね
あのねのねは、日本のフォークデュオ。
主に1970年代中期から1980年代初頭にかけて活動した。

## 略歴
開校間もない頃の京都産業大学の学生だった清水国明と原田伸郎を中心に結成された。結成当初は4～6人編成で、うち2人は笑福亭鶴瓶とその後鶴瓶の妻になる女性であった。デビューまでに清水と原田とのコンビとなった。なお、大学の同級生に、シンガーソングライターとなった中村行延もいる。
原田によれば、元々は原田と大学の同期生で落語研究会仲間でもあった鶴瓶から旅館のアルバイトを紹介され（鶴瓶が辞めた後釜）、そこで働いていた先輩の清水と意気投合したのが結成のきっかけだという。
フォークソングムーブメント末期の1973年、『赤とんぼの唄』でメジャーデビューした。
「赤とんぼの唄」「魚屋のオッサンの唄」などの比較的ブラックなコミックソングの印象が強く、ライブではコミカルなトークも人気を博し、ラジオ番組のパーソナリティやテレビ番組の司会などでも活動した。一方で「雪が降っています」などのスローナンバーも残している。
「嫁ぐ朝に」は、コミックソングの要素は一切なく、結婚披露宴の余興でよく歌われ、新郎新婦(特に新婦)やその両親の涙を誘う感動的な名曲である。
「つくばねの唄」は、落語『欣弥め』を下地にしているが、サビの歌詞がかなり卑猥であるため“放送禁止用語の歌”といわれた。その英語バージョンの“THE SAMURAI”もある。
「そのねのね」という変名でシングル「愛の調べ」とアルバム「そのねのね ファースト・ラスト・アルバム」をリリースしたこともある。こちらはすぎやまこういちらによるシリアス路線だった。
1974年9月にKKベストセラーズから出版した『あのねのね 今だから愛される本』は、65万部を売り上げ、タレントの書いた本としては異例の大ヒットで人気を拡大させた。同著書は当時話題を呼んだゴーストライターではなく、あのねのね自身が公演先の旅館やテレビ局の楽屋で書き綴ったエッセイで、あのねのねの手元には印税が3,600万円が振り込まれた。この大ヒットをきっかけに各出版社がタレント本を大挙出し、芸能界にタレント本ブームが起きた。
1975年には学業に専念するためライブメインの活動を休止し、同時に『あのねのねのオールナイトニッポン』のパーソナリティも一時降板している。直前に東京・蔵前国技館で千秋楽コンサートを行った。ライブ活動は休止したものの、河島英五作の「青春旅情」を同年リリースし、「ヤンヤン歌うスタジオ」や「ものまね王座決定戦」などのバラエティ番組へ進出した。
その後、音楽活動の再開後は、「ネコ・ニャンニャンニャン」「みかんの心ぼし」がヒットする。
1980年代後半以降は個々での活動が中心で、コンビとしての活動はとくに行っていないが、2人がテレビやラジオで共演する機会は多く、1998年に「オールナイトニッポンDX」の企画で日本武道館内の会議室でライブを実施した （実際は武道館内で行う予定だったが、リスナーからの募金で使用料を集めたため、予算内に借りられる会議室でのライブとなった）。
2001年に新作シングル「この場所で光を」「愛メール」、オリジナルアルバム「II」、セルフカバーアルバム「せるふかばあ-ANONENONE BEST-」をリリースし、2003年には「結成30周年記念ライブ」を行っている。また、2011年には「TBC夏まつり」でライブを再開した。
楽曲にある犀泪弾（さいるいだん）とは清水国明のペンネームであり、鹿王院嵐山（ろくおういんらんざん）は原田伸郎のペンネームである。
2023年、デビュー50周年に向けたライブを日本各地で開催。集大成の記念コンサートのチケットは完売になるなど話題となった。

## 主な弟子など
清水の弟子
- 近藤伸明（ブラザー・コーン）
- 清水アキラ
- 永田ケイ（清水敬子）（清水の3番目の妻）
- 藤田亨（放送作家）

原田の弟子
- 藤田和弥（現・朝日放送制作局長）
- 国木田かっぱ

その他
- MODOKI
- 池田まさる
- デイビー
- 甲本ヒロト[注 1]

## 主な出演作品

### バラエティ番組
- テレビに釘付け あのねのね （1978年 - 1979年、読売テレビ）
読売文化センターでの公開収録(一部の回では関西地区のみ生放送)。「パクパクコンテスト」などのコーナーがあった。
- 金曜10時!うわさのチャンネル!!（1973年 - 1976年、日本テレビ）※当時メンバーだった駿河学が放送中に不祥事を起こしたため降板。
- ハチャメチャ生放送 （テレビ朝日、当時NETテレビ）
- みごろ!たべごろ!笑いごろ!（テレビ朝日、当時NETテレビ）※ゲスト
- 飛べ!孫悟空 （TBS）
- ゆかいな結婚式（関西テレビ）
- ねのねの結婚裁判（テレビ大阪）
- 大正週間漫画 ゲラゲラ45
- ヤンヤン歌うスタジオ
- ねのねのスターボウリング
- 全国縦断!クイズあのねのね
- 火曜ワイドスペシャル（フジテレビ）※アイドル運動会などの司会
- クイズDEデート
- SMAP×SMAP　「歌え!アイドルキックオフ」のコーナー （フジテレビ）
- ものまね王座決定戦

### テレビドラマ
- 夜明けの刑事 第14話「理由あるプレイボーイ」（1975年、TBS） - 酔っ払い 役
- 俺はおまわり君（1981年、日本テレビ） - 巡査 役

### ラジオ
- 電リク'75（文化放送）
- 歌謡一番星（文化放送）1977年頃
- 歌と私・あのねのね（文化放送）
- あのねのねのオールナイトニッポン （ニッポン放送）
※1997年10月 - 1998年3月まで原田だけが「オールナイトニッポンDX（デラックス）」に出演していた[注 2]際は、「ねのねのオールナイトニッポンDX」というタイトルだった。
- オールナイトニッポンアゲイン （ニッポン放送）
- ガリ勉あのねのね（ニッポン放送）
- 真夜中ギンギラ大放送 ねのねのショーモNIGHT!（ラジオ関西）
- ヤング海賊船 （MBSラジオ） 原田のみ出演
- MBSヤングタウン （MBSラジオ） 原田のみ出演
- ごきげんさん3時です （MBSラジオ）

### 映画
- 冒険者たち（1975年） 主演

### CM
- 桐灰化学 桐灰使い捨てカイロ「ハンドウォーマー」
- 東鳩製菓 スナック「100てん満点!」
- 大正製薬 湿布薬「メンフラ」
- 森永製菓 スナック「P-ナッツ?」
- 月華殿（広島月華殿も含む。CMソングも担当）

## ディスコグラフィ

### シングル
| 発売日                         | 規格                           | 規格品番                       | 面                             | タイトル                             | 作詞                                      | 作曲                           | 編曲                           |
| キャニオンレコード / Aard-Vark | キャニオンレコード / Aard-Vark | キャニオンレコード / Aard-Vark | キャニオンレコード / Aard-Vark | キャニオンレコード / Aard-Vark       | キャニオンレコード / Aard-Vark            | キャニオンレコード / Aard-Vark | キャニオンレコード / Aard-Vark |
| ------------------------------ | ------------------------------ | ------------------------------ | ------------------------------ | ------------------------------------ | ----------------------------------------- | ------------------------------ | ------------------------------ |
| 1973年3月10日                  | EP                             | AV-13                          | A                              | 赤とんぼの唄                         | 清水国明                                  | 原田伸郎                       |                                |
| 1973年3月10日                  | EP                             | AV-13                          | B                              | 魚屋のオッサンの歌                   | 清水国明                                  | 原田伸郎                       |                                |
| ワーナー・ブラザース / Elektra |                                |                                |                                |                                      |                                           |                                |                                |
| 1973年6月10日                  | EP                             | L-1136                         | A                              | さよならの唄                         | 清水国明                                  | 原田伸郎                       |                                |
| 1973年6月10日                  | EP                             | L-1136                         | B                              | あのねのねのしんきょく               |                                           |                                |                                |
| 1974年2月25日                  | EP                             | L-1174                         | A                              | 空飛ぶ円盤の唄                       | 清水国明                                  | 原田伸郎                       | すぎやまこういち               |
| 1974年2月25日                  | EP                             | L-1174                         | B                              | 流転のうた                           | 三浦一久                                  | 三浦一久                       | すぎやまこういち               |
| 1974年6月10日                  | EP                             | L-1189                         | A                              | でんでん虫の唄                       | 清水国明                                  | 原田伸郎                       | あのねのね                     |
| 1974年6月10日                  | EP                             | L-1189                         | B                              | 質問の唄                             | 清水国明                                  | 原田伸郎                       | 東海林修                       |
| 1974年11月10日                 | EP                             | L-1219                         | A                              | 雪が降っています                     | あのねのね                                | あのねのね                     | 青木望                         |
| 1974年11月10日                 | EP                             | L-1219                         | B                              | やすらぎを求めて                     | あのねのね                                | あのねのね                     | 青木望                         |
| 1975年4月10日                  | EP                             | L-1241                         | A                              | つくばねの唄                         | あのねのね                                | あのねのね                     |                                |
| 1975年4月10日                  | EP                             | L-1241                         | B                              | 傷だらけの追憶                       | 原田伸郎                                  | 原田伸郎                       |                                |
| 1975年8月10日                  | EP                             | L-1260                         | A                              | 青春旅情                             | 河島英五                                  | 河島英五                       | 瀬尾一三                       |
| 1975年8月10日                  | EP                             | L-1260                         | B                              | 泣かないで                           | あのねのね                                | あのねのね                     | 瀬尾一三                       |
| 1976年                         | EP                             | L-1301E                        | A                              | ロンリーボーイ                       | 清水国明                                  | 清水国明                       | 東海林修                       |
| 1976年                         | EP                             | L-1301E                        | B                              | ザ・サムライ                         | あのねのね 英訳：フェリックス・マルチネス | あのねのね                     | 東海林修                       |
| 1976年8月                      | EP                             | L-34E                          | A                              | 人間は何て悲しいんだろう             | 松本隆                                    | 加藤和彦                       | 瀬尾一三                       |
| 1976年8月                      | EP                             | L-34E                          | B                              | 我がプロポーズ                       | 松本隆                                    | 加藤和彦                       | 瀬尾一三                       |
| 1977年7月                      | EP                             | L-96E                          | A                              | オレはお前さ                         | 天晴屋権左衛門                            | 馬飼野康二                     | 馬飼野康二                     |
| 1977年7月                      | EP                             | L-96E                          | B                              | 切符                                 | あのねのね                                | NORMAN                         | 馬飼野康二                     |
| 1978年10月                     | EP                             | L-237E                         | A                              | 嫁ぐ朝に                             | あのねのね                                | あのねのね                     | あのねのね                     |
| 1978年10月                     | EP                             | L-237E                         | B                              | 僕は二枚目半                         | あのねのね                                | あのねのね                     | あのねのね                     |
| 1979年2月25日                  | EP                             | L-258E                         | A                              | ネコ・ニャンニャンニャン             | 犀泪弾                                    | 鹿王院嵐山                     | 国伸まこと                     |
| 1979年2月25日                  | EP                             | L-258E                         | B                              | ヤンヤンロック                       | あのねのね                                | あのねのね                     | ミック・リチャード             |
| 1979年7月25日                  | EP                             | L-302E                         | A                              | ザ・ネコニャン音頭                   | 犀泪弾                                    | 鹿王院嵐山                     | 国伸まこと                     |
| 1979年7月25日                  | EP                             | L-302E                         | B                              | 愛夢猫星（アイム・キャット・スター） | 犀泪弾                                    | 鹿王院嵐山                     | 国伸まこと                     |
| 1979年11月28日                 | EP                             | L-322E                         | A                              | パンツ丸見え体操                     | 清水国明                                  | 原田伸郎                       | 佐々木まこと                   |
| 1979年11月28日                 | EP                             | L-322E                         | B                              | Long Playing                         | 清水国明                                  | 原田伸郎                       | 佐々木まこと                   |
| 1980年9月25日                  | EP                             | L-368E                         | A                              | みかんの心ぼし                       | 原田伸郎                                  | 佐々木まこと                   | 佐々木まこと                   |
| 1980年9月25日                  | EP                             | L-368E                         | B                              | みかんの心ぼし PART2                 | 原田伸郎                                  | 佐々木まこと                   | 佐々木まこと                   |
| 1981年4月25日                  | EP                             | L-1514                         | A                              | いたぁーいなにすんの                 | あのねのね                                | 佐々木まこと                   | 佐々木まこと                   |
| 1981年4月25日                  | EP                             | L-1514                         | B                              | 赤ベエ・キーちゃん・ラブストーリー   | あのねのね                                | 佐々木まこと                   | 佐々木まこと                   |
| 1982年6月25日                  | EP                             | L-1589                         | A                              | 羽根を汚した天使達へ                 | 森雪之丞                                  | 佐々木まこと                   | 佐々木まこと                   |
| 1982年6月25日                  | EP                             | L-1589                         | B                              | 幸せ来ますように                     | 清水国明                                  | 佐々木まこと                   | 佐々木まこと                   |
| ダイプロ・エックス             |                                |                                |                                |                                      |                                           |                                |                                |
| 2001年3月28日                  | CD                             | DXDL-3010                      | 1                              | この場所で光を                       | GAKU-MC                                   | タダシ                         |                                |
| 2001年3月28日                  | CD                             | DXDL-3010                      | 2                              | 復活                                 |                                           |                                |                                |
| 2001年3月28日                  | CD                             | DXDL-3010                      | 3                              | この場所で光を（カラオケ）           |                                           | タダシ                         |                                |
| 2001年6月21日                  | CD                             | DXDL-3016                      | 1                              | 愛メール（Acoustic ver.）            | 清水国明                                  | 原田伸郎                       |                                |
| 2001年6月21日                  | CD                             | DXDL-3016                      | 2                              | 愛メール                             | 清水国明                                  | 原田伸郎                       |                                |
| 2001年6月21日                  | CD                             | DXDL-3016                      | 3                              | 愛メール（Acoustic ver. カラオケ）   |                                           | 原田伸郎                       |                                |

### アルバム
| 発売日                         | タイトル | 規格                   | 規格品番               |
| 日本コロムビア / DENON         | 日本コロムビア / DENON                                                                                                | 日本コロムビア / DENON | 日本コロムビア / DENON |
| ------------------------------ | --- | ---------------------- | ---------------------- |
| 1973年2月10日                  | ビューティフル・オン・ステージ                                                                                        | LP                     | CD-5045                |
| 1973年2月10日                  | ビューティフル・オン・ステージ                                                                                        | CT                     | 12CPJ295               |
| キャニオンレコード / Aard-Vark | |                        |                        |
| 1973年9月10日                  | 初体験出血コンサート                                                                                                  | LP                     | AV-3006                |
|                                | 初体験出血コンサート実況録音盤                                                                                        | LP                     | AV-3020                |
| 1975年                         | 未成年立入禁止コンサート                                                                                              | LP                     | AV-3034                |
| ワーナー・ブラザース / Elektra | |                        |                        |
| 1973年9月25日                  | あのねのねコンサート〜初体験出血コンサートライブ ※ 『大きな栗の木の下で』の替え歌「大きな栗とリスの唄」は本作に収録。 | LP                     | L-6089E                |
| 1975年4月25日                  | 満一才の誕生日 | LP                     | L-5056-7E              |
| 1974年12月21日                 | いつまでもあると思うな人気と仕事                                                                                      | LP                     | L-8047E                |
| 1975年4月25日                  | 千秋楽 | LP                     | L-8056E                |
| 1976年1月                      | 今昔物語大全集〜満2才、3才の誕生日〜                                                                                  | LP                     | L-5509                 |
| 1976年                         | 共鳴: あのねのね 新世界へ ナッシュビルからの出発                                                                      | LP                     | L-10045E               |
| 1977年                         | さよならは白い雪文字                                                                                                  | LP                     | L-10056E               |
| 1978年                         | 五周年特別記念盤 青春旅情                                                                                             | LP                     |                        |
| 1995年1月25日                  | 五周年特別記念盤 青春旅情                                                                                             | CD                     | TKCA-70577             |
| バンダイミュージック           | |                        |                        |
| 1998年2月21日                  | ギョ！あのねのね ベスト・コレクション                                                                                 | CD                     | APCA-1067              |
| DAIPRO-X                       | |                        |                        |
| 2001年9月21日                  | せるふかばあ～ANONENONE BEST～                                                                                        | CD                     | DXCL-57                |

## 書籍
1. あのねのね 今だから愛される本（1974年9月、KKベストセラーズ)
2. 帰ってきたあのねのね 今だから愛される本  （1976年、KKベストセラーズ）
3. あのねのねのどっちがアホか 今だから笑われる本（1978年12月、KKベストセラーズ）
4. あのねのねのいまギャグ感覚 入門・珍詩作講座（1981年5月、KKベストセラーズ）

## エピソード
- 弟子ではないが小室哲哉・河島英五がかつてバックバンドを担当していたことでも知られており、河島があのねのねの前座をつとめたことがある。また、一時期同じ事務所でもあり、河島が1年先に入っていた。
- 嘉門タツオや石橋貴明（とんねるず）も弟子ではなかったものの両者とも清水国明の自宅に居候していたことがあり、あのねのねも嘉門の元所属事務所であった代官山プロダクションに業務提携扱いで所属していたことがある。